# Nueva Reforma, Escuintla
Nueva Reforma är en ort i Mexiko.   Den ligger i kommunen Escuintla och delstaten Chiapas, i den sydöstra delen av landet, 800 km sydost om huvudstaden Mexico City. Nueva Reforma ligger 1 043 meter över havet och antalet invånare är 138.
Terrängen runt Nueva Reforma är bergig åt nordväst, men åt sydost är den kuperad. Runt Nueva Reforma är det ganska tätbefolkat, med 78 invånare per kvadratkilometer. Närmaste större samhälle är Villa Morelos, 7,7 km nordost om Nueva Reforma. I omgivningarna runt Nueva Reforma växer i huvudsak städsegrön lövskog.